# Taules de descompressió

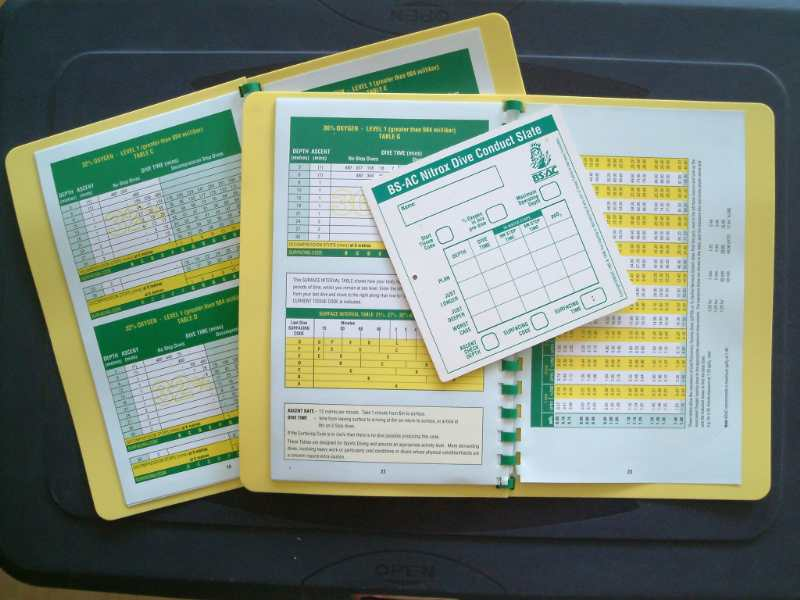
taules de descompressió BSAC nitrox

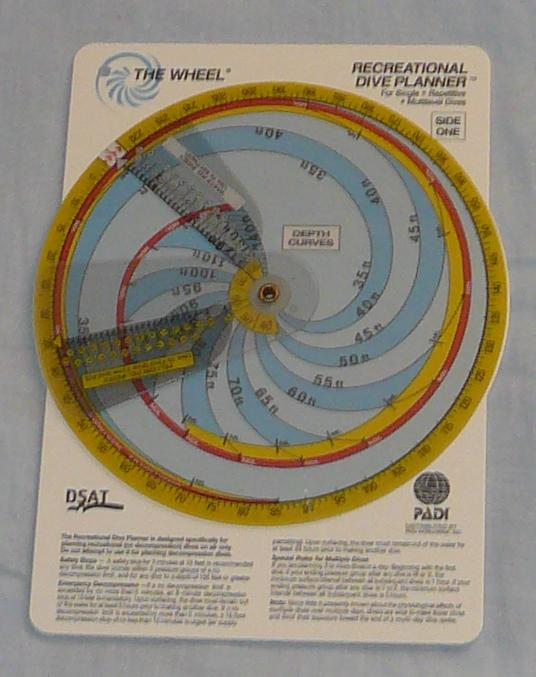
Planificador d'immersió PADI format "Roda".

Les  taules de descompressió  són targetes on els bussejadors poden determinar les condicions de gas per a una cèdula de busseig i les parades de descompressió necessàries per evitar problemes de descompressió.
Amb les taules de descompressió la cèdula de busseig es considera «rectangular», és a dir, que el bus està a la profunditat màxima des que entra a l'aigua fins al moment en què surt (es diu rectangular perquè és la figura que es forma si es dibuixa en un pla on un eix és la profunditat i l'altre la durada).
Existeixen també taules complexes per busseig per etapes, de profunditat i de descompressió.
Algunes taules de descompressió corrents són:
- Taules de l'Armada dels EUA
- Taules de Bühlmann (especials per ser utilitzades en llacs de muntanya; altitud màxima: 600 metres)
- Taules BSAC 88
- Taules de PADI
- Taules DCIEM
- Taules de l'Armada Francesa (taules MN90)
- Taules FMAS

## Alternatives
Actualment existeixen alternatives a les taules de descompressió tradicionals:
- Ordinador de busseig: té l'avantatge de supervisar el busseig en el moment, no només la cèdula planejada, de manera que genera un pla de busseig instantani i augmenta el temps de fons (en contra del perfil rectangular generat amb les taules).
- Taules generades per programes d'ordinador que s'ajusten al pla del bussejador i a la barreja de gasos que respiri.
- Descompressió en el moment (DOTF: Decompression On The Fly) és un mètode per determinar el perfil de descompressió necessari d'una manera ràpida i encertat sense ajuda de taules o ordinador. S'ensenya en els cursos avançats de busseig donats pels instructors d'alguns centres. També se'l coneix com a radi de descompressió perquè utilitza un punt de descompressió obligat conegut i el relaciona amb la profunditat específica i el temps d'immersió. L'obligació de descompressió canvia en increments fixos en relació al punt triat d'acord amb els canvis en la profunditat o el temps d'immersió.